# ドリフト電流
物性物理学や電気化学においてドリフト電流（ドリフトでんりゅう、英: drift current）とは、起電力と呼ばれる電場が与えられたことで生じる電流または電荷キャリアの移動のこと。半導体材料に電場が与えられると、電荷キャリアの流れにより電流が生じる。

ドリフト電流中の電荷キャリアの平均速度はドリフト速度と呼ばれる。ドリフト速度とドリフト電流は移動度により特徴づけられる。
ドリフト電流、拡散電流、キャリア生成と再結合は、ドリフト-拡散方程式によって関連付けられる。

## 概要

### ドリフト電流と拡散電流
2種類の電流の比較を以下の表に示す。
| ドリフト電流                                        | 拡散電流                                                                                |
| --------------------------------------------------- | --------------------------------------------------------------------------------------- |
| ドリフト電流は、電場によって引き起こされる。        | 拡散電流は、キャリア濃度の変化によって引き起こされる。                                  |
| ドリフト電流の方向は、常に電場の方向である。        | 拡散電流の方向は、キャリア濃度の傾きに依存する。                                        |
| オームの法則 {\displaystyle J=q\rho \mu E} に従う。 | フィックの法則 {\displaystyle J=-qD{\frac {\mathrm {d} \rho }{\mathrm {d} x}}} に従う。 |

### キャリアの動き
ドリフト電流では、ホールと呼ばれる正電荷の粒子が電場の方向に移動し、一方で負電荷をもつ電子が電場と逆向きに移動する。ドリフト電流は、拡散電流とは区別される。拡散電流は電気的な刺激には依存せず、電荷キャリアのランダムなブラウン運動に起因する（熱勾配や密度勾配を経由して現れる）。
自由空間に存在する電子に電場が与えられると、与えられた電圧の負の方向から正の方向へ電子は真っすぐ加速される。しかし良導体の電子ではこのようなことは起こらない。良導体中の多くの自由電子は固定された正イオン芯の間でランダムに動く。真っすぐな方向でのこのランダム運動をドリフト電流と呼ぶ。ドリフト電流はそれぞれの電気伝導媒質での電荷キャリアの移動度にも依存する。

## p-n接合ダイオードにおけるドリフト電流
p-n接合ダイオードでは、電子と正孔はそれぞれn型とp型の領域に少数の電荷キャリアとして存在する。偏りの無い領域においてp型の領域からn型の領域へ流れる拡散電流は、電荷キャリアの流れの影響により、ドリフト電流と同じ向きと逆向きの流れに対し正確にバランスの取れた流れとなっている。偏ったp-n接合の領域では、少数の電荷キャリアがバイアス電圧に依存していないのと同様に、ドリフト電流もバイアス電圧には依存しないが、少数の電荷キャリアが熱的に生成されるように、ドリフト電流も温度に依存する。
半導体材料に電場が与えられると、電荷キャリアは一定のドリフト速度に達する。この電荷キャリアの移動による合成効果はドリフト電流と呼ばれる電流を生じる。自由電子や正孔と言った電荷キャリアより成るドリフト電流の密度は、流れに対して垂直な 1 cm2 当りの領域を通る電流で表される。
1. 自由電子によって生じるドリフト電流の密度 Jn は以下の式で与えられ、
{\displaystyle J_{\mathrm {n} }=q\mathrm {n} \mu _{\mathrm {n} }E\quad {\mbox{A/cm}}^{2}}
2. 正孔によって生じるドリフト電流の密度 Jp は以下の式で与えられる。
{\displaystyle J_{\mathrm {p} }=q\mathrm {p} \mu _{\mathrm {p} }E\quad {\mbox{A/cm}}^{2}}

ここでn は 1 cm3 当りの自由電子の数、p は 1 cm3 当りの正孔の数、μn は cm2⁄Vs 当りの電子の移動度、μp は cm2⁄Vs 当りの正孔の移動度、E は与えられた電場の強度 V⁄cm、q は電子の電荷で 1.6021766208×10−19 C である。